# Pernambucosoma marthae
Pernambucosoma marthae är en mångfotingart som beskrevs av Christoph D. Schubart 1939. Pernambucosoma marthae ingår i släktet Pernambucosoma och familjen orangeridubbelfotingar. Inga underarter finns listade i Catalogue of Life.